# ミスヤール婚
ミスヤール婚（ミスヤールこん、アラビア語: نكاح المسيار, nikāḥ al-misyār, ニカーフ・アル＝ミスヤール）とは、イスラーム法における結婚形態の一つで、婚姻における妻の経済的な権利を要求しないこと、夫との同居などからなる多くの義務と権利を放棄することを条件として結婚する形態である。「旅人の結婚」などと呼ばれる。
サウジアラビアでは合法的な婚姻の形態として認められており、ミスヤール婚を選択する男性が増え社会問題化している。

## 背景と原因
イスラーム社会においては結婚するために夫が妻に対してマフルと呼ばれる婚資（結納金のようなもの）を支払わなければならないが、ミスヤール婚においてはマフルを支払わなくてよい。また、夫は妻に対して住居や生活費を与える義務を負わず、妻は夫に対して家事労働や同居などの義務を負わない。このためミスヤール婚を行った女性は家族と同居している場合が多い。
サウジアラビアでは開放政策により女性の就労が進んだとはいえ就業していない女性もまだ多く、妻はほとんどが無収入であり、妻と子供は経済的に完全に夫に依存することになる。しかし、子供が3人以上いる場合が珍しくないサウジアラビアでは若い一般的な労働者には妻子の経済負担が大きく結婚をためらう原因になっている、しかし、男性は社会的に結婚というプレッシャーを受ける土地柄であること、女性もアラビア半島諸国で以前から問題化している晩婚問題ゆえ結婚適齢期を過ぎて未婚のままでいるよりもミスヤール婚を選ぶ場合もある。
また、正規に結婚する前、婚約期間の代わりにミスヤール婚を選択する若者も存在する。
イスラーム社会では夫婦以外との性的関係はズィナーの罪として死刑もありえる重罪であるが、一夫多妻が認められているため2番目・3番目の妻に対して愛人のような関係でミスヤール婚が行われることもある。
また、国によっては短期間にミスヤール婚と離婚を繰り返すことで合法売春が行われることもあり、ネット上での相手募集を行う書き込みなどがなされている例も見られる。